# Mall d'Ibn Battuta
Mall d'Ibn Battuta és un gran centre comercial a la ciutat de Dubai als Emirats Àrabs Units, a la zona de la carretera del Xeic Zayed al canvi de sentit 6 cap a Jebel Ali. Es va obrir el 2005. Està dividit en sis zones o patis: Xina, Índia, Pèrsia, Egipte, Tunísia i Andalusia. Hi ha comerços d'arreu del món i inclou cinemes (entre ells un de 21 sales), restaurants, cafès, i altres serveis.